# Harry Essex
Harry J. Essex (* 29. November 1910 in New York; † 6. Februar 1997 in Los Angeles) war ein US-amerikanischer Drehbuchautor und Filmregisseur.

## Leben
Harry Essex war zunächst als Journalist für die New Yorker Zeitungen Daily Mirror und Brooklyn Eagle tätig und schrieb daneben auch Kurzgeschichten.
Sein Wunsch war es jedoch immer, als Drehbuchautor zu arbeiten, doch der Ausbruch des Zweiten Weltkriegs machte seine Hoffnungen zunächst zunichte.
Nach Kriegsende kam er auf Vermittlung eines Bekannten schließlich zur Filmgesellschaft Columbia Pictures, die zu diesem Zeitpunkt auf der Suche nach Drehbuchautoren war.

## Filmografie (Auswahl)
- 1947: In der Klemme (Desperate)
- 1947: Achtung, Küstenpolizei (Dragnet)
- 1950: Gefährliche Mission (Wyoming Mail)
- 1950: Geheimpolizist Christine Miller (Undercover Girl)
- 1952:  Der vierte Mann (Kansas City Confidential)
- 1952: Die Spielhölle von Las Vegas (The Las Vegas Story)
- 1952: Models Inc.
- 1953: Gefahr aus dem Weltall (It Came From Outer Space)
- 1953: Der Richter bin ich (I, The Jury) (auch Regie)
- 1953: Hölle der Gefangenen (Devil's Canyon)
- 1954: Der vierte Mann (Kansas City Confidential)
- 1954: Der Schrecken vom Amazonas (Creature From The Black Lagoon)
- 1957: Der Einsame (The Lonely Man)
- 1965: Die vier Söhne der Katie Elder (The Sons Of Katie Elder)
- 1971: Octaman – Die Bestie aus der Tiefe (Octaman) (auch Regie)
- 1972: The Cremators
- 1972: Das Lied von Mord und Totschlag (Los amigos)

## Auszeichnungen
Für das Drehbuch zu Jack Arnolds Science-Fiction-Film Gefahr aus dem Weltall wurde er im Jahr 2004 postum mit dem Retro Hugo Award in der Kategorie Best Dramatic Presentation (Short Form) ausgezeichnet.